# Carmen Fraga Estévez
Carmen Fraga Estévez (ur. 19 października 1948 w Leónie) – hiszpańska polityk związana z Galicją, posłanka IV, V, VI i VII kadencji Parlamentu Europejskiego.

## Życiorys
W 1970 ukończyła studia z dziedziny geografii, później również prawo (1985). Od 1970 pracowała jako urzędniczka w ministerstwa robót publicznych. Od 1986 zatrudniona przy frakcji Europejskiej Partii Ludowej w Strasburgu. W 1994 po raz pierwszy została wybrana posłanką do Parlamentu Europejskiego z listy krajowej Partii Ludowej. Reelekcję uzyskiwała w latach 1999, 2004 i 2009. W PE była przewodniczącą Komisji Rybołówstwa (1997–1999) oraz pierwszą wiceprzewodniczącą grupy EPL-ED (1999–2002). W VI kadencji zasiadała w Komisjach Rolnictwa i Rozwoju Wsi oraz Rybołówstwa. Zajmowała się współpracą z krajami Maghrebu.
Od 2002 do 2004 sprawowała funkcję sekretarza generalnego rybołówstwa morskiego w drugim gabinecie José Marii Aznara.
Jest córką Manuela Fragi.